# جیانگیو
جیانگیو (به لاتین: Jiangyou) یک county-level city در جمهوری خلق چین است که در میانیانگ واقع شده‌است.

## خصوصیات
جیانگیو ۲٬۷۲۰ کیلومترمربع مساحت و ۸۷۰٬۰۰۰ نفر جمعیت دارد.